# Agrilus tetrastictus
Agrilus tetrastictus es una especie de insecto del género Agrilus, familia Buprestidae, orden Coleoptera.
Fue descrita científicamente por Bourgoin, 1925.